# Coenosia colorata
Coenosia colorata är en tvåvingeart som först beskrevs av Charles Howard Curran 1938.  Coenosia colorata ingår i släktet Coenosia och familjen husflugor. Inga underarter finns listade i Catalogue of Life.